# Corynoptera pertaesa
Corynoptera pertaesa är en tvåvingeart som beskrevs av Werner Mohrig 2003. Corynoptera pertaesa ingår i släktet Corynoptera och familjen sorgmyggor.
Artens utbredningsområde är Costa Rica. Inga underarter finns listade i Catalogue of Life.